# Ольховатская сельская община
Ольхова́тская се́льская (территориа́льная) общи́на (укр. Вільхуватська сільська громада) — территориальная община (укр. громада) в Купянском районе Харьковской области Украины, образованная в 2020 году. Административный центр — село Ольхова́тка.

## География
Население составляет 6 208 человек. Площадь — 384 км².
Расположена в северо-восточной части Харьковской области. Община граничит на севере и западе с Россией, на востоке – с Волчанской общиной Чугуевского района, на юге – с Великобурлукской и Двуречанской общинами Купянского района Харьковской области. Через общину проходит автодорога Т 2104. От центра общины села Ольховатка дорогой до города Харькова – 119 км, до райцентра города Купянска – 68 км.
Территория общины характеризуется равнинным рельефом с сельскохозяйственными угодьями, лесными массивами и пересыхающими ручьями. В частности, вблизи села Довгенькое расположены урочища Ольховатское, Круглое, Довгенькое и Комары.

## История
Образована 12 июня 2020 путем объединения Приколотнянского поселкового совета, а также Ольховатского, Миловского, Рубленского, Федоровского и Черненского сельских советов Великобурлукского района Харьковской области.
19 июля 2020, в результате административно - территориальной реформы и ликвидации Великобурлукского района, община вошла в состав Купянского района Харьковской области.
25 октября 2020 первые выборы сельского совета и сельского председателя Ольхуватской сельской общины состоялись.
В начале полномасштабного вторжения в феврале 2022 года Ольхватская община оказалась под оккупацией российских войск. В сентябре 2022 года во время Слобожанского контрнаступления Вооруженные силы Украины освободили территорию общины. После освобождения община подверглась многочисленным обстрелам.

## Населённые пункты
В состав общины входят :
- 4 посёлка:

Приколотное, Николаевка, Курганное, Фёдоровка;
- 26 сёл:

Ольховатка, Анискино, Артельное, Березники, Водяное, Гогино, Грачевка, Долгенькое, Должанка, Зарубинка, Ивашкино, Комиссарово, Крейдянка, Купино, Лобановка, Меловое, Нефедовка, Озёрное, Потихоново, Рубленое, Слизнево, Устиновка, Чёрное, Чугуновка, Шевяковка, Широкое.

## Объекты социальной сферы
7 школ, 2 детсада, 20 заведений культуры, 10 фельдшерско-акушерских пунктов, 2 амбулаторий, поликлиник, 2 станций скорой помощи.

## Транспорт
Через общину проходит автодорога Т 2104 Харьков — Волчанск — КПП Чугуновка.
Также железнодорожная линия Купянск-Узловой – Огурцово со станцией в общине в поселке Приколотное.

## Достопримечательности
- Место командного пункта шестой танковой бригады
- Братские могилы советских воинов
- Памятник К. Ф. Ольшанскому – Герою Советского Союза
- Курганы
- Гидрологический заказник местного значения «Малобурлукский»